# Pachycondyla striata
Pachycondyla striata är en myrart som beskrevs av Smith 1858. Pachycondyla striata ingår i släktet Pachycondyla och familjen myror. Inga underarter finns listade i Catalogue of Life.

## Bildgalleri

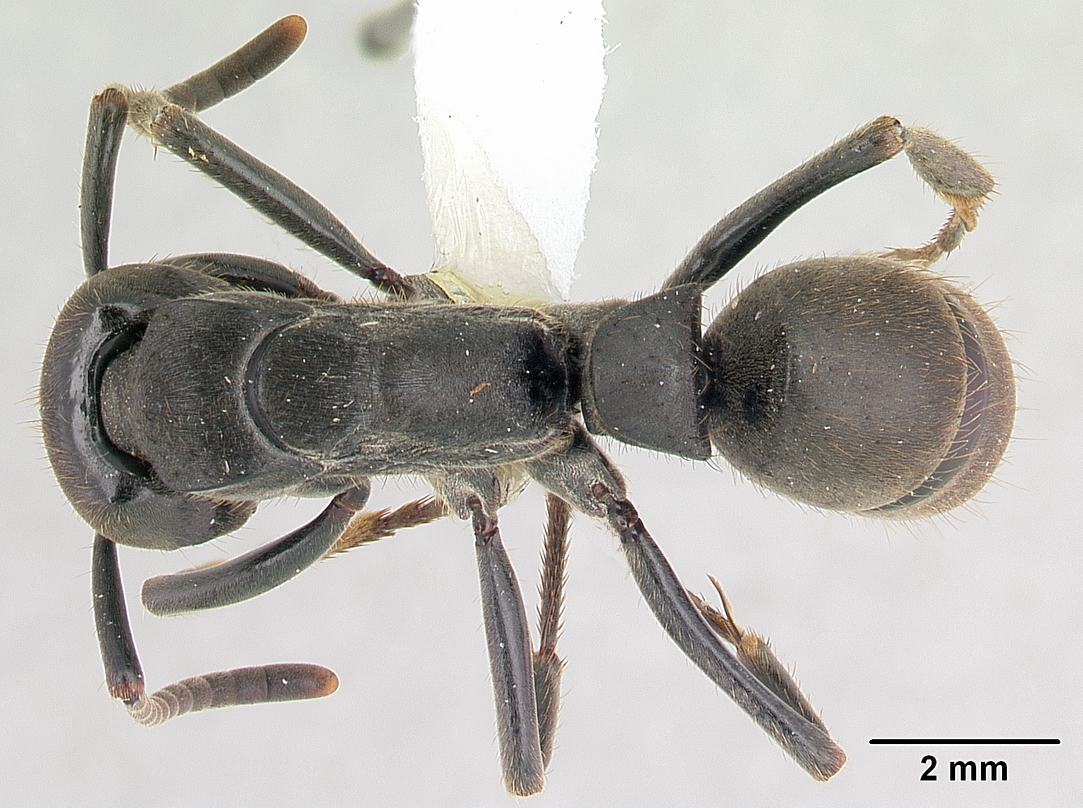
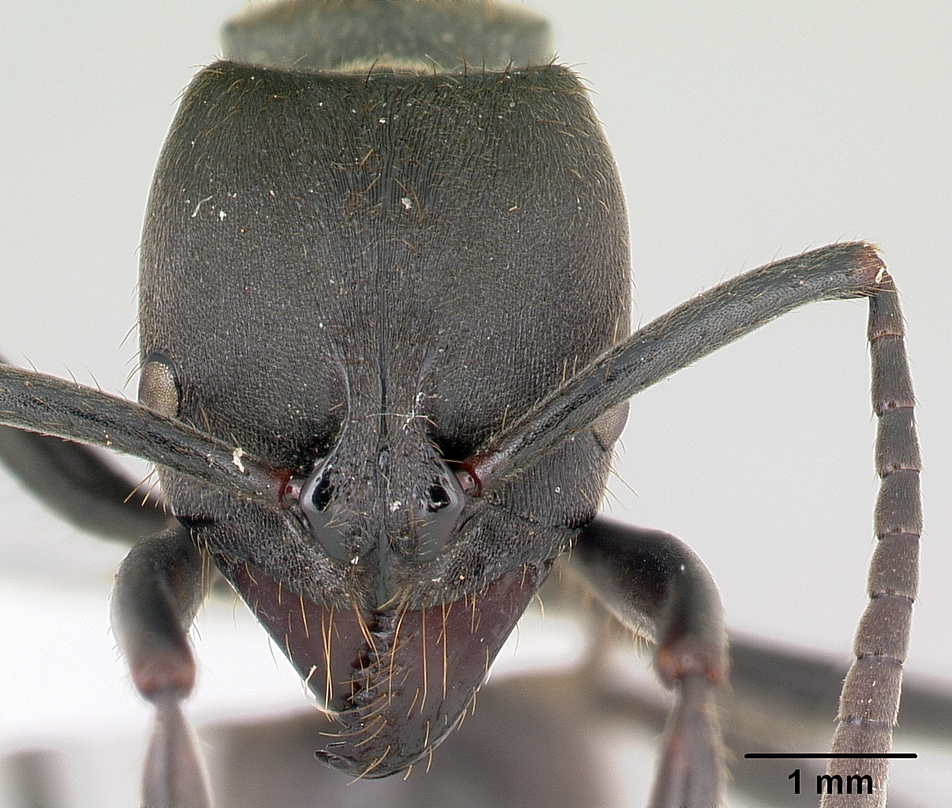
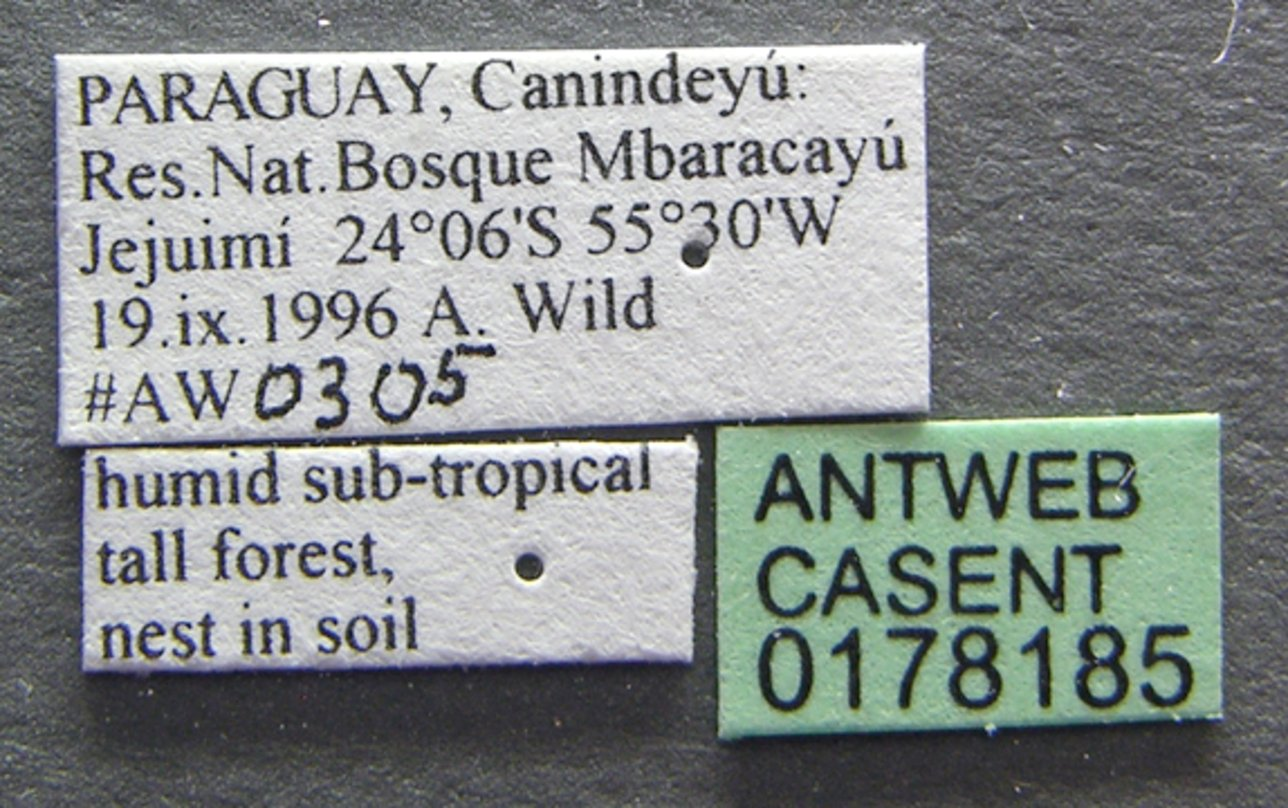
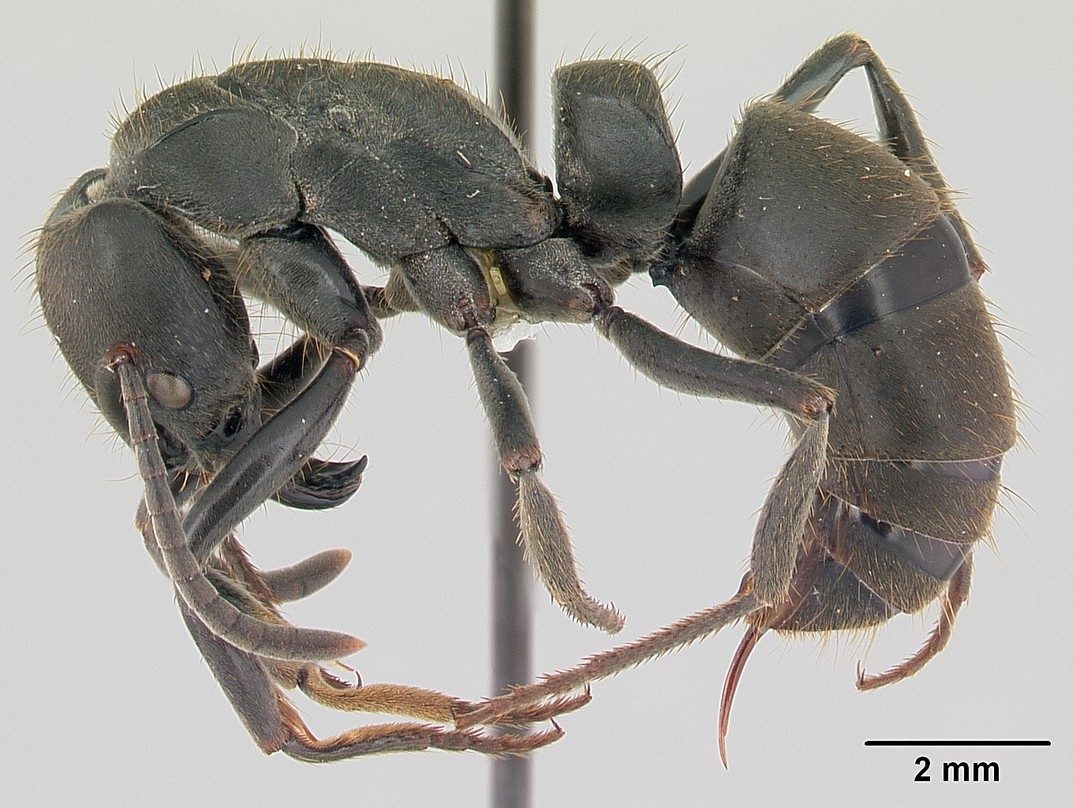
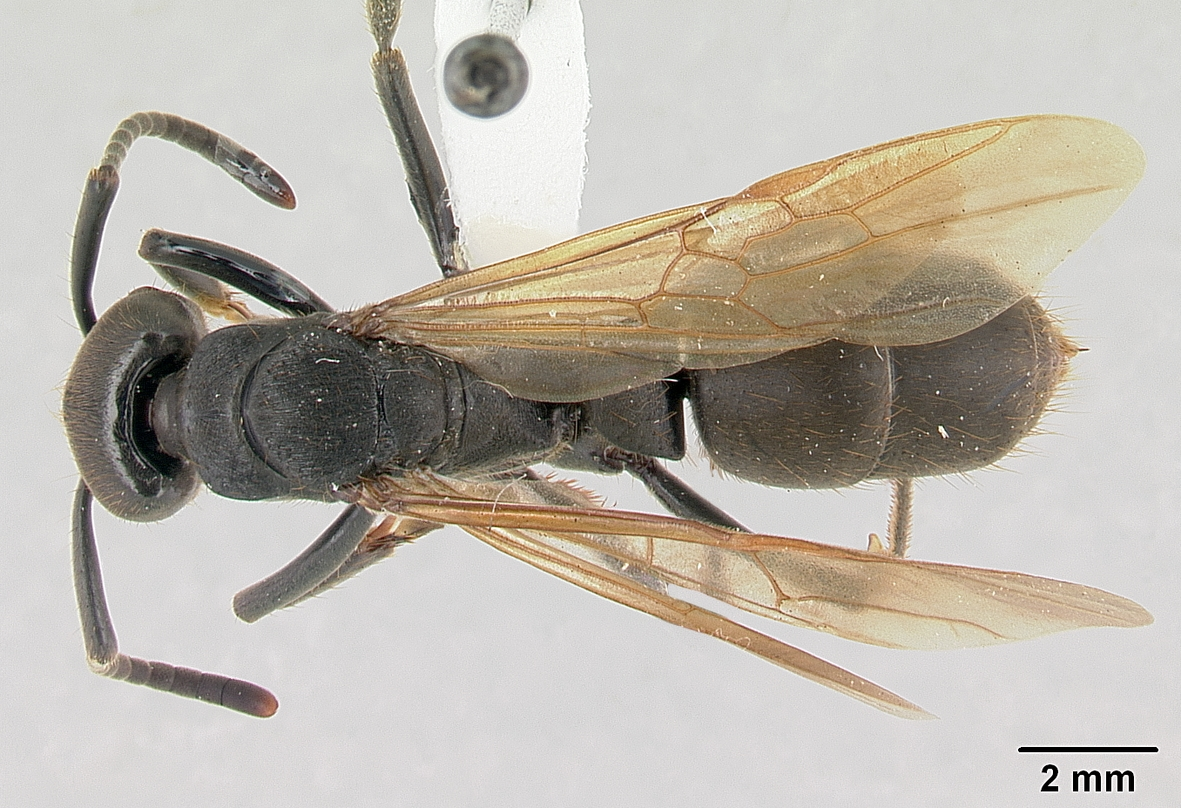
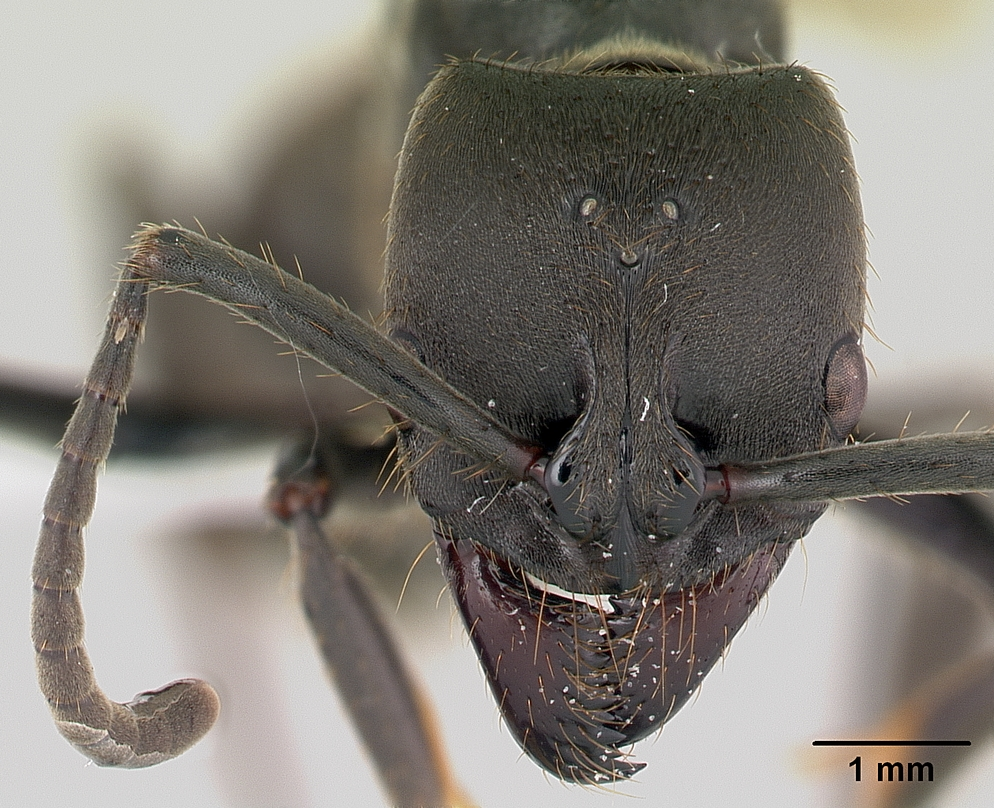